# Ефраїм Моше Лілієн
Ефраїм Моше (Маврицій) Лілієн (пол. Ephraim Moses (Moshe, Maurycy) Lilien; 23 травня 1874, Дрогобич, Галичина, тепер Львівська область — 18 липня 1925, Баденвайлер, Баден, Німеччина) — польський та німецький художник єврейського походження, графік, гравер, дизайнер, фотограф, книжковий ілюстратор, діяч сіоністського руху. Один із засновників стилю в мистецтві, відомого в Німеччині як югенд-штиль, а в інших країнах — як ар-нуво чи сецесія.

## Біографія
Народився в ортодоксальній родині єврейського ремісника (токаря по дереву). Бідна родина не була в стані оплатити йому гімназійну освіту. У юності працював підмайстром у львівського художника, який малював шильди (вивіски).
Після закінчення реальної школи їде навчатися до Кракова — до Школи пластичних мистецтв, яку очолював Ян Матейко. Навчання тривало в 1889–1893 роках, але через фінансову скруту Ліліен змушений залишити навчання й повернутися до Дрогобича. Заробивши 50 золотих ринських, він витрачає їх на курс рисунку у Віденській академії мистецтв. У 1894–1898 роках навчався в Мюнхенській академії мистецтв.
Успіх прийшов до митця, коли він відправив до редакції баварського літературно-художнього журналу «Юґенд» (флагман нового стилю в мистецтві — модерн, сецесія чи по-німецьки «юґендштіль») свої графічні роботи «Чарівна флейта», «Фавн», «Коханий» та кілька інших, і отримав запрошення до співпраці. Завдяки роботам для «Юґенд» Лілієн стає «модним» художником, його фінансові справи поліпшуються.
1898 року переїхав до Берліна, почав співпрацювати з найпопулярнішими журналами «Грація», «Ост унд Вест», «Сімпліціссімус», «Пан», «Вальтшпігель»; ілюструє для видавництва «Vorwärts» роман Й.Вільденрата «Митник з Клаузена».
У 1900 познайомився з німецьким аристократом (бароном), поетом і фольклористом Бьоррісом фон Мюнхгаузеном. Той запрошує Лілієна до втілення великого проекту — ілюструвати для берлінського видавництва Marquard u. Co. книгу «Пісні Ґетто» їдишського поета Моріса Розенфельда (Моше Яків Алтер, 1862–1923), яку барон перекладав на німецьку. Для цього митець навіть оселився на цілий рік у родовому замку барона в Тюрінгії. Там само він створив ілюстрації для книги поетичних перекладів «Юдея», згодом багато разів перевидану. Після цього Лілієн набув опінію видатного майстра книжкової графіки і згодом ілюстрував тритомну «Біблію», «Пісню пісень» тощо.

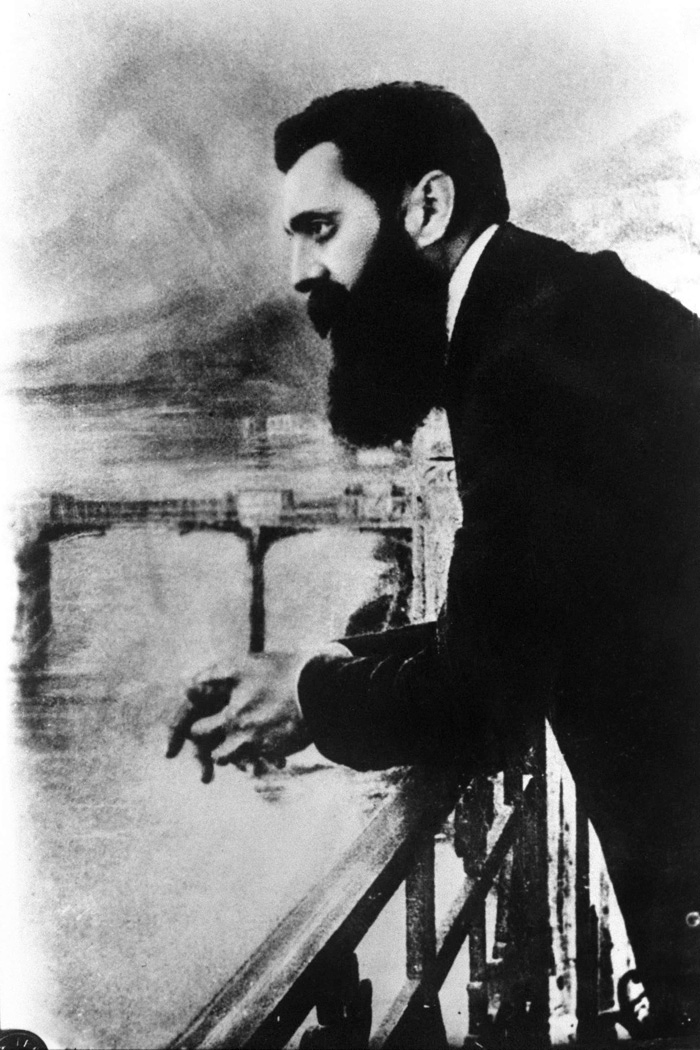
Портрет Теодора Герцля

Як активний учасник сіоністського руху протягом 1906–1918 років кілька разів відвідав Палестину. Допомагав Борису Шацу створювати в Єрусалимі Школу мистецтв і ремесел (нині Академія мистецтв і дизайну «Бецалель»). У 1906 році викладав у перших класах нової школи і залишив свій нестертий відбиток на стилі молодого ізраїльського мистецтва, яке тоді лише формувалося. У перших двох десятиліттях XX століття роботи Ліліена слугували за взірець для митців, які групувалися навколо «Бецалеля».
Ліліен є автором відомого фотопортрету «батька сіонізму» Теодора Герцля (Герцль взагалі був улюбленою фотомоделлю Ліліена, який бачив у ньому образ «нового єврея»).
1902 року виступив одним із засновників першого єврейського національного видавництва Jüdischen Verlags, в якому був і художником, і редактором, і завідував економічною частиною. Того ж року він приїздив до Росії для підготовки (спільно з М. Горьким) збірки єврейської літератури, що так і не вийшла через події 1905 року.
У 1914 році Лілієн знову відвідав Палестину, але тепер як офіцер австро-угорської армії, куди був призваний як військовий фотограф і художник. Після закінчення війни він вернувся в Берлін, де активно продовжив кар'єру книжкового ілюстратора. 1922 року у видавництві «Benjamin Harz» вийшла велика книга-альбом Лотара Брейгера «Е. М. Лілієн» з біографією художника і 226 репродукціями його робіт. За малюнками Лілієна «12 колін Ізраїлю» були виготовлені величезні вхідні двері Старої синагоги в Ессені. Він випустив також велику серію поштових листівок і малював для поштових марок, а виконані ним екслібриси є найвищими зразками графічної мистецтва.
У 1923 у Нью-Йорку відкрилася виставка робіт Ліліена — передусім книжкових ілюстрацій (зокрема, ілюстрації до Старого Заповіту, «Пісні ґетто», поеми на біблійні теми християнських поетів, поеми на їдиш М.Розенфельда, перекладені німецькою тощо).
Його вважають найвидатнішим із тих єврейських митців, які у своїй творчості висвітлювали сіоністську тему. Ліліен відомий у єврейському середовищі як «перший сіоністський митець».
Помер від інфаркту в курортному містечку Баденвайлері, похований у Брауншвайгу (на батьківщині його дружини Гелени).

## Вшанування
Його ім'ям названі вулиці в Тель-Авіві й у Найоті (біля Єрусалиму).

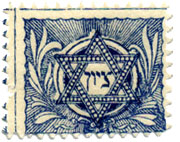
Ефраїм Моше Ліліен, марка Єврейського Національного Фонду, Відень, 1901—1902.

## Галерея

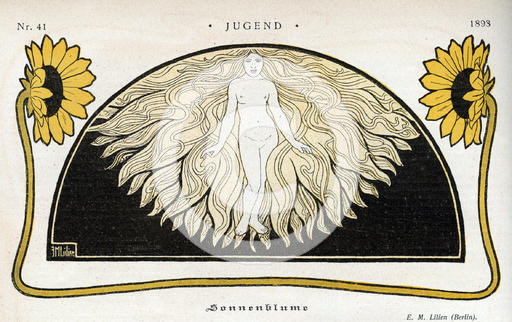
«Соняшник» (Sonnenblume), Jugend, Берлін, 1893
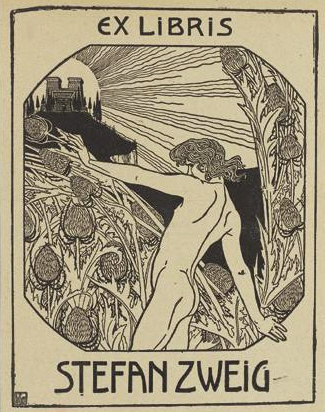
Екслібріс Стефана Цвейга,  1900
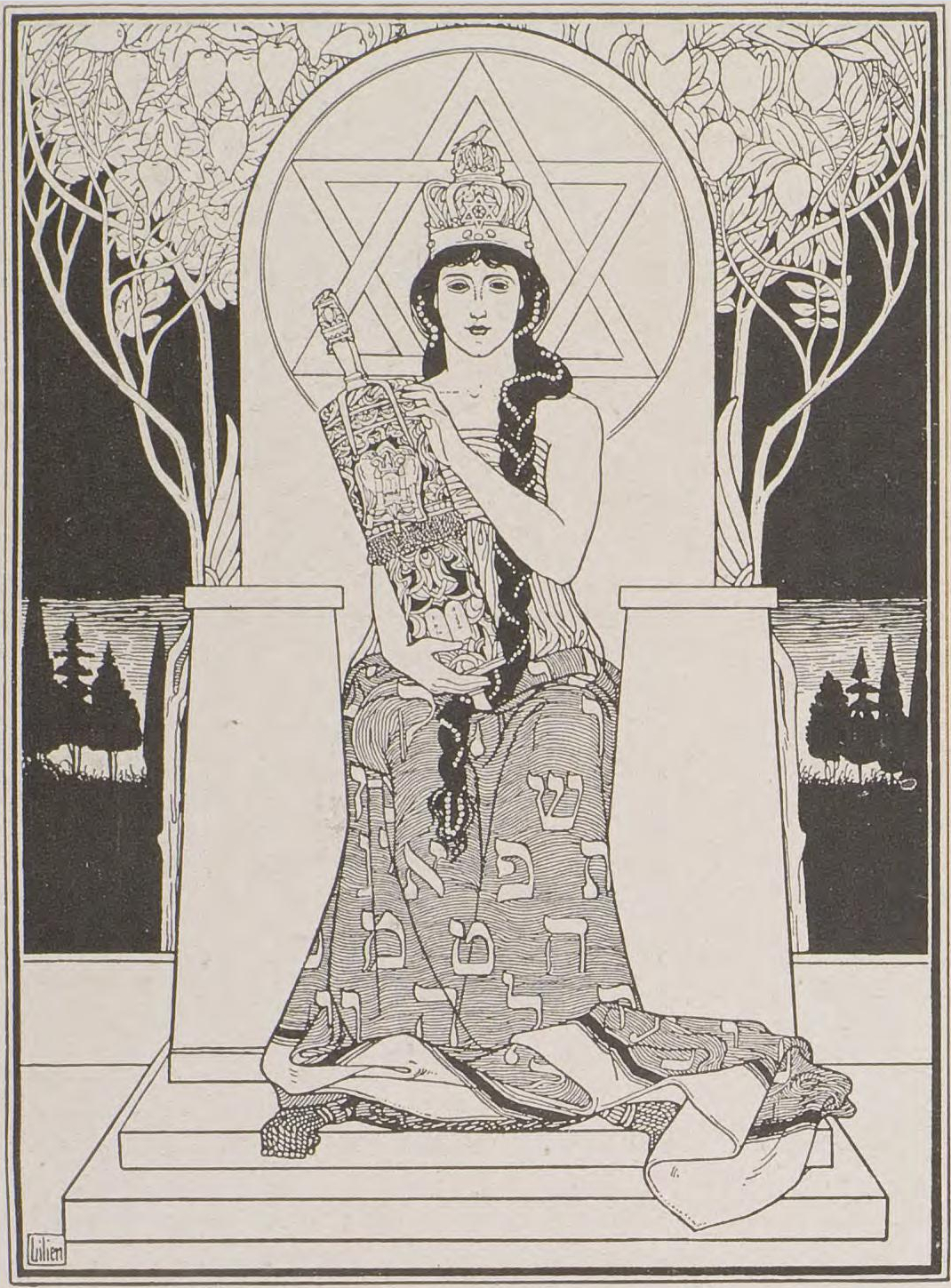
«Королева суботи», із серії «Юда», Берлін, 1900
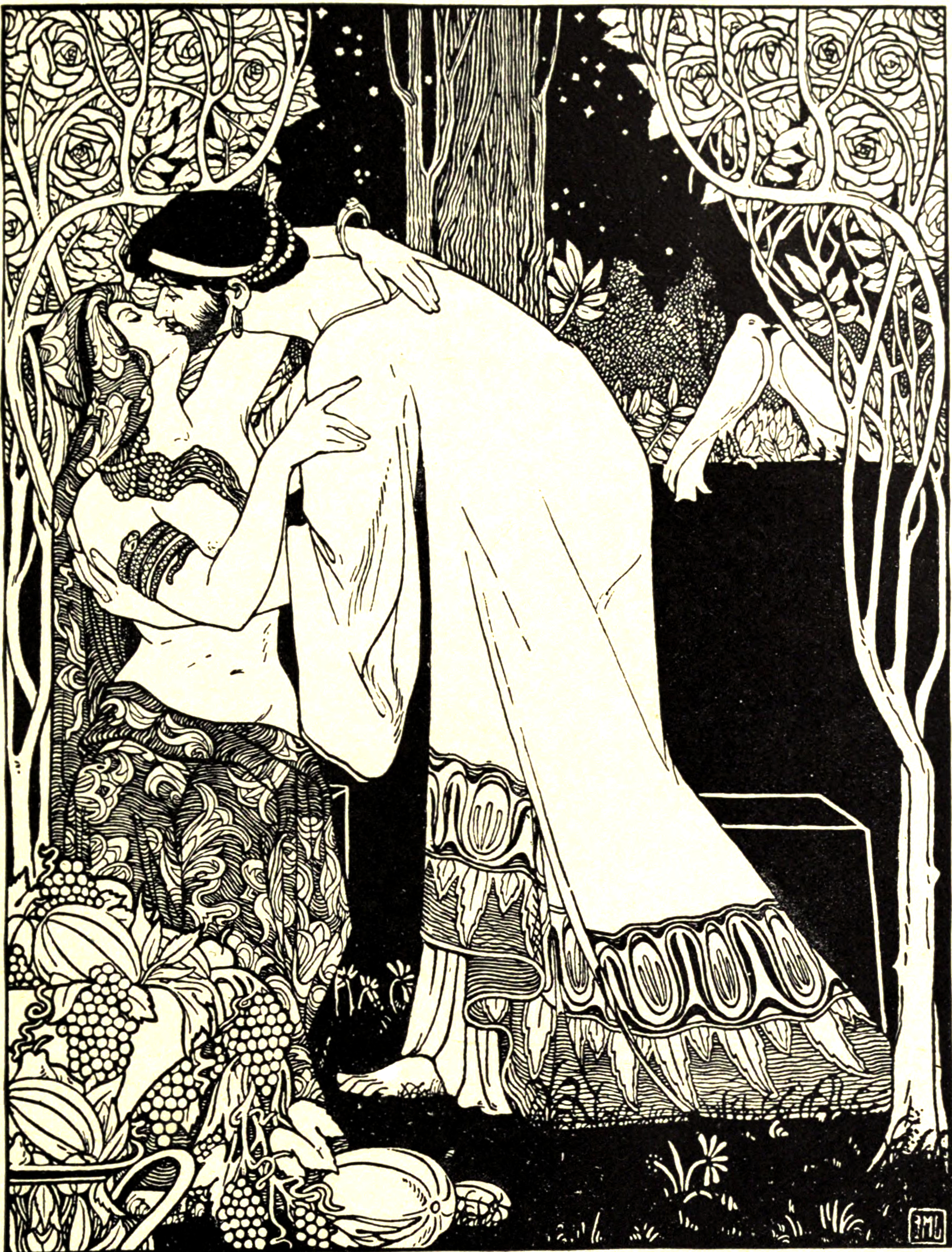
«Спокійна пісня» із серії «Юда», 1900
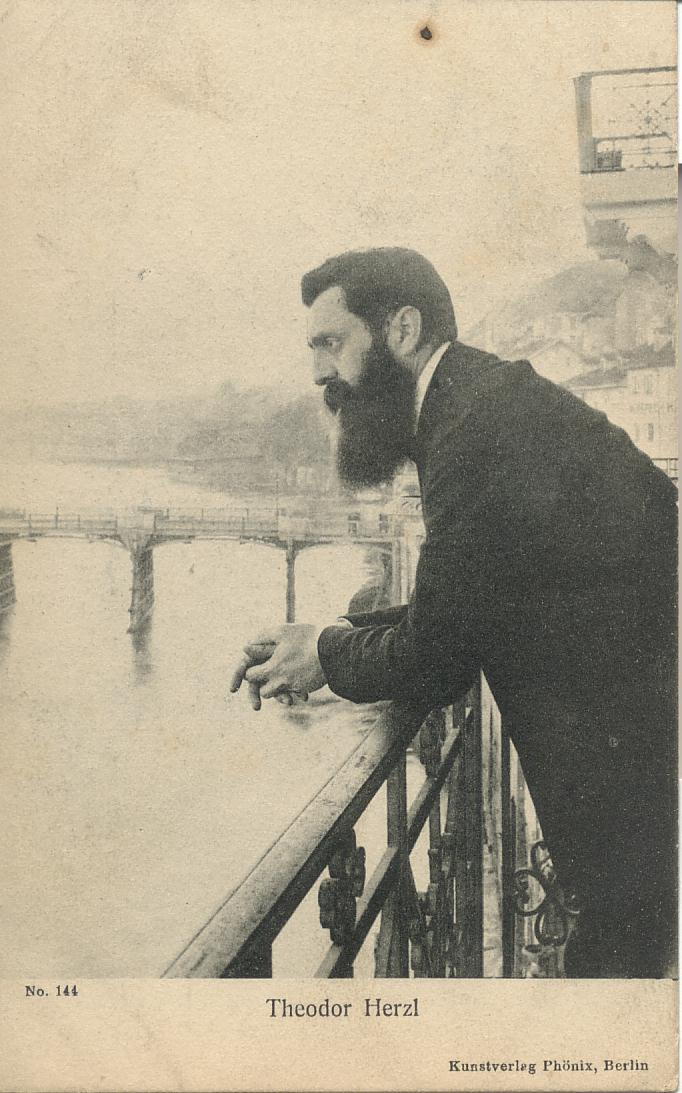
Теодор Герцль у Базелі, 1901. Фотографія (репродуковано як поштівка).
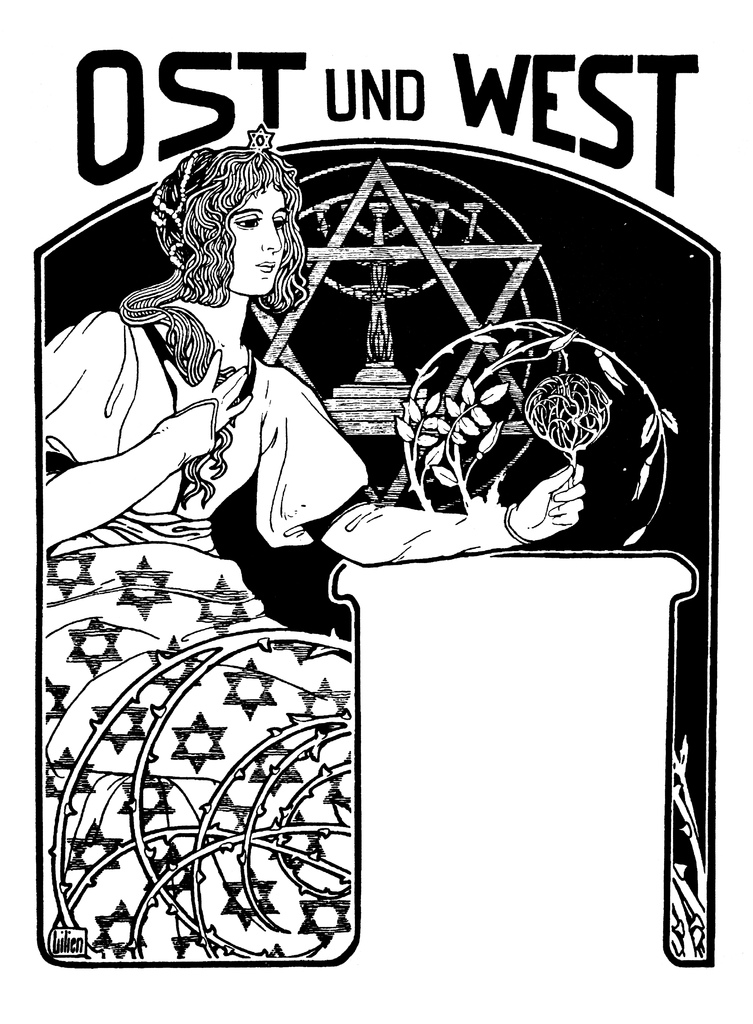
Схід і Захід, 1903
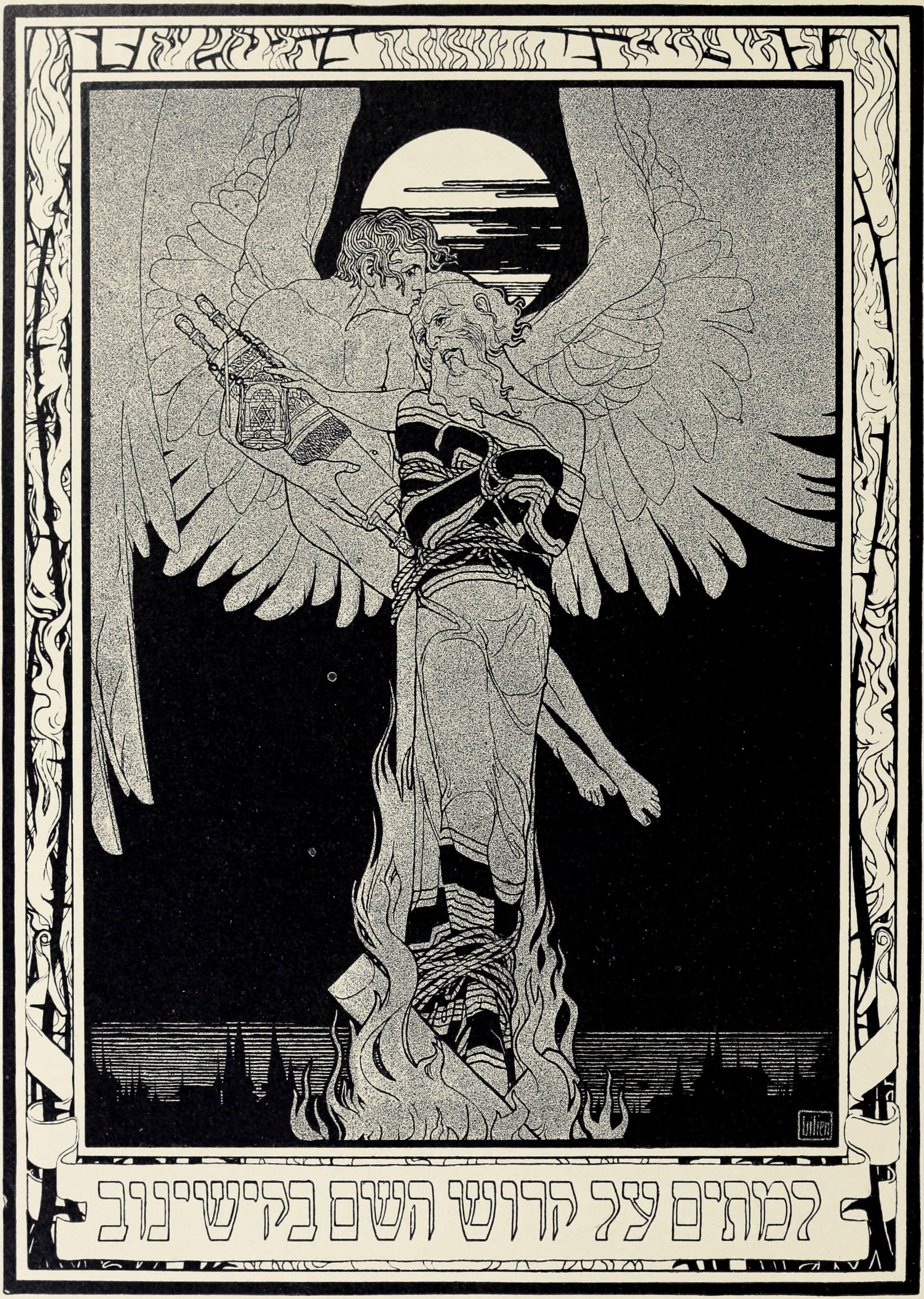
Пам'яті жертв кишинівського погрому, 1903
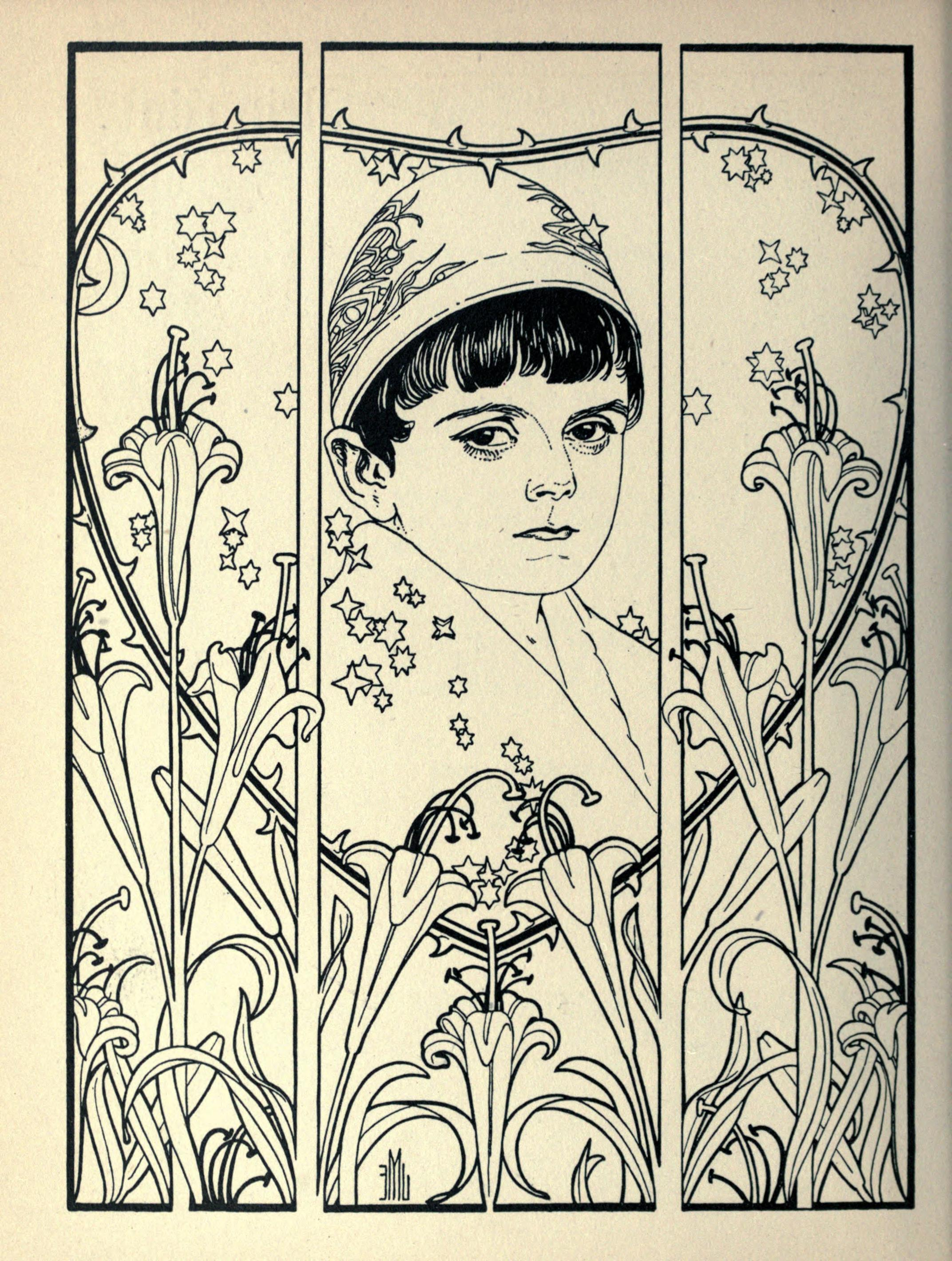
Єврейська дитина з циклу «Пісні ґетто», 1903
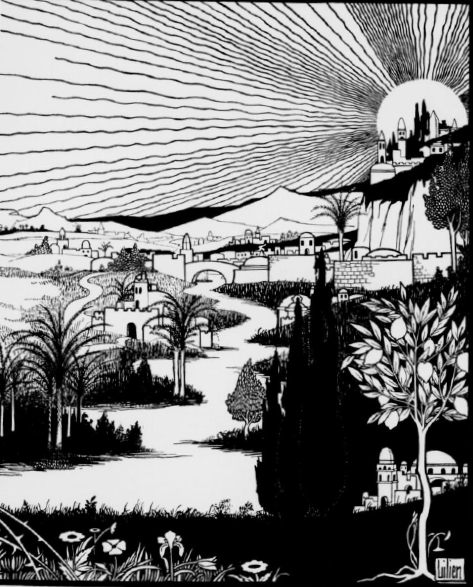
«Сіон», Пісні ґетто, 1903
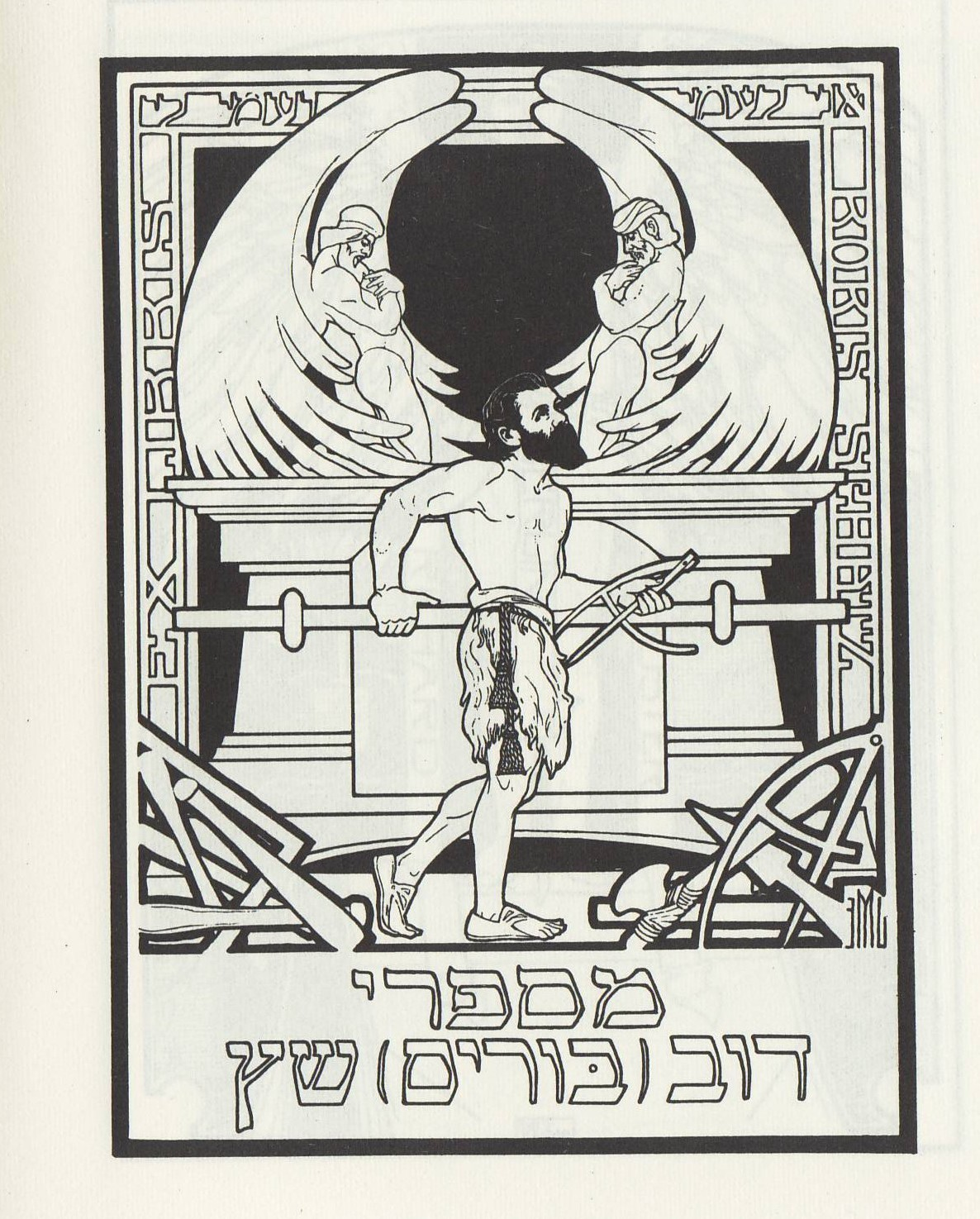
Екслібріс Бориса Шаца, 1905
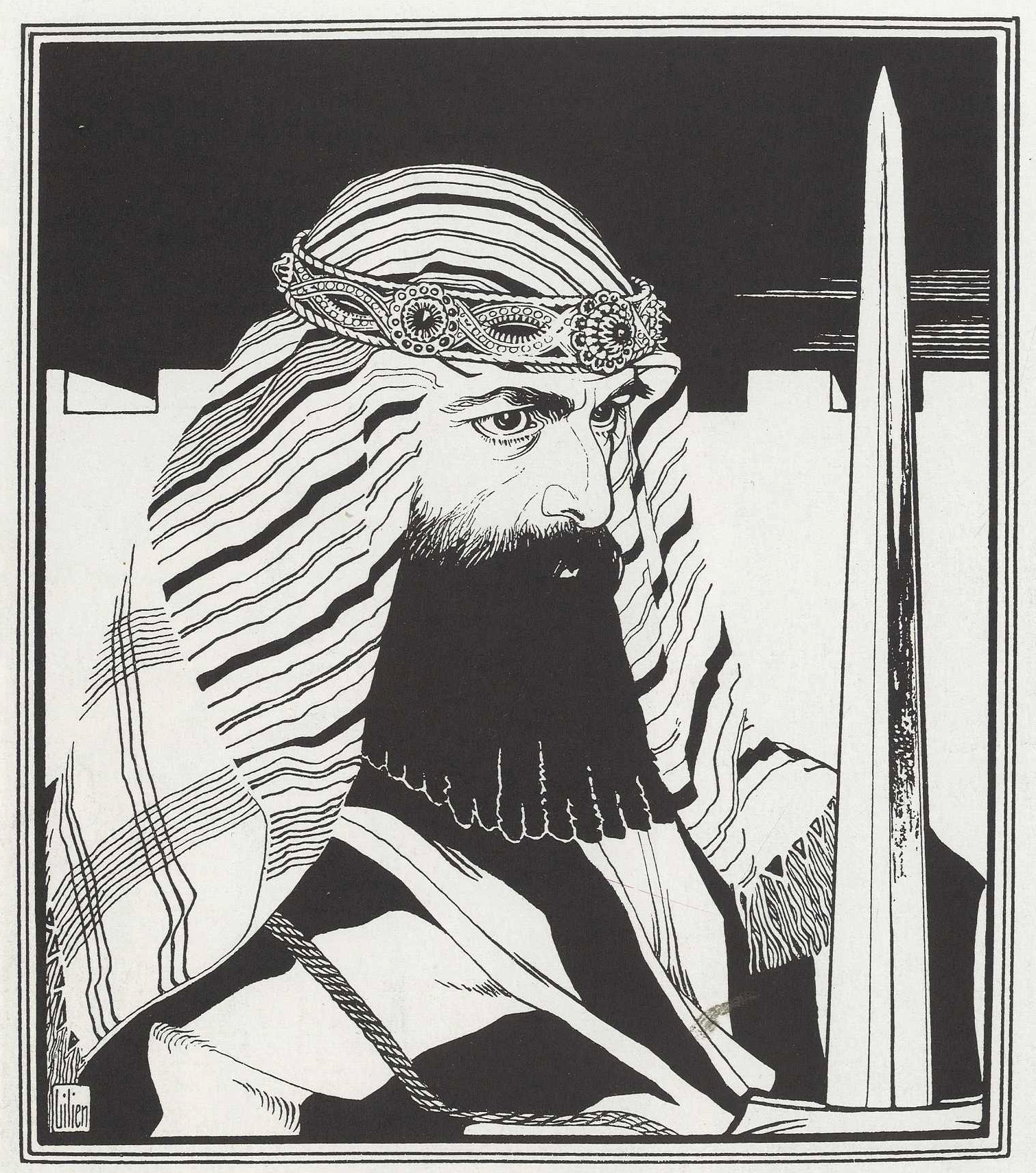
Ієшуа, 1908
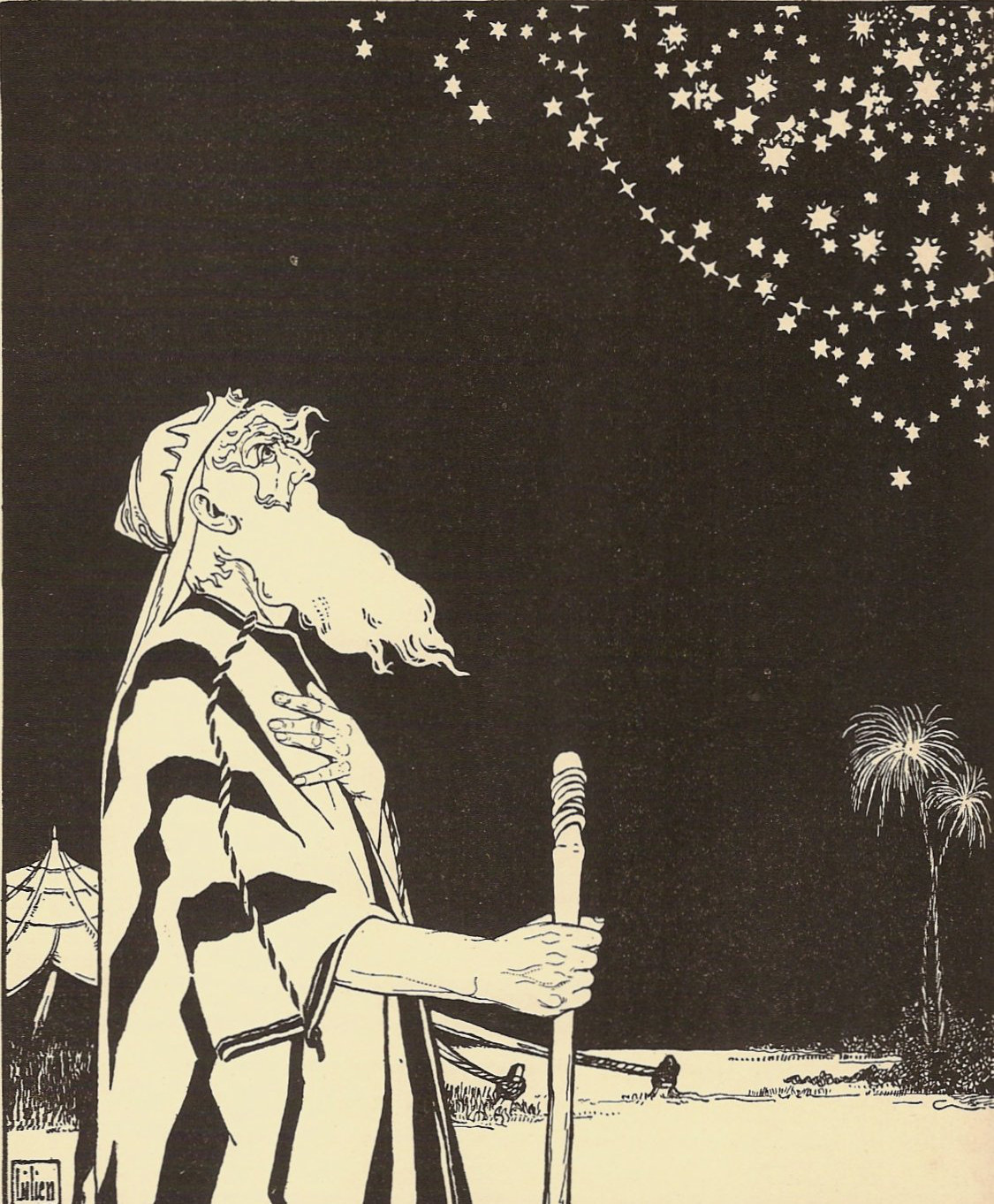
Авраам, 1908
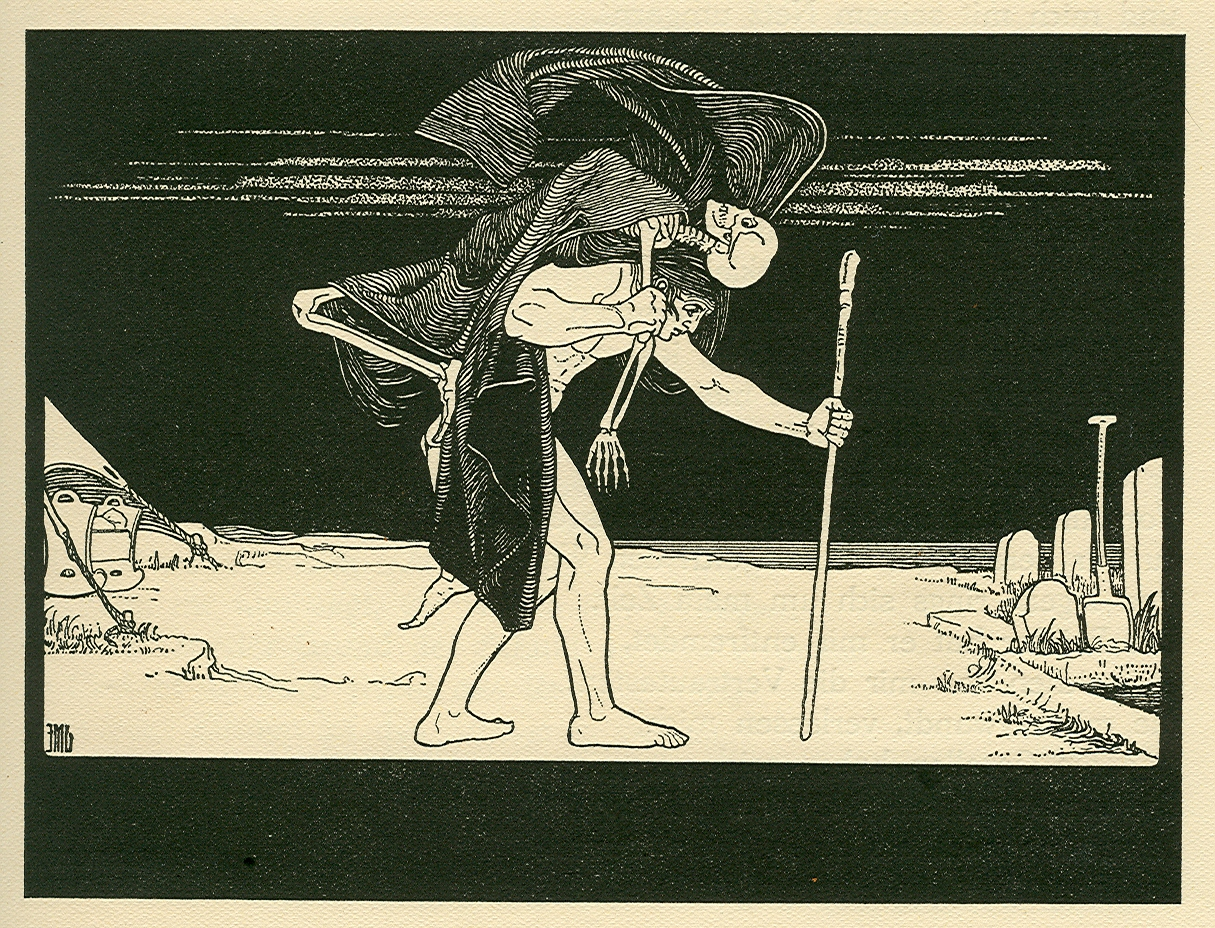
Діббук, [1908]
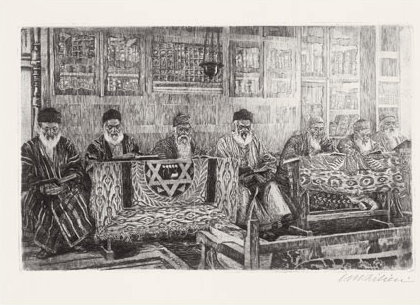
У бібліотеці, гравюра, 1915
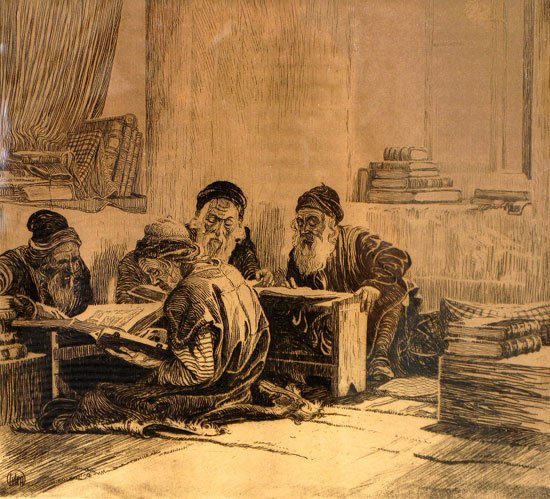
Вивчення Талмуду, гравюра, 1915
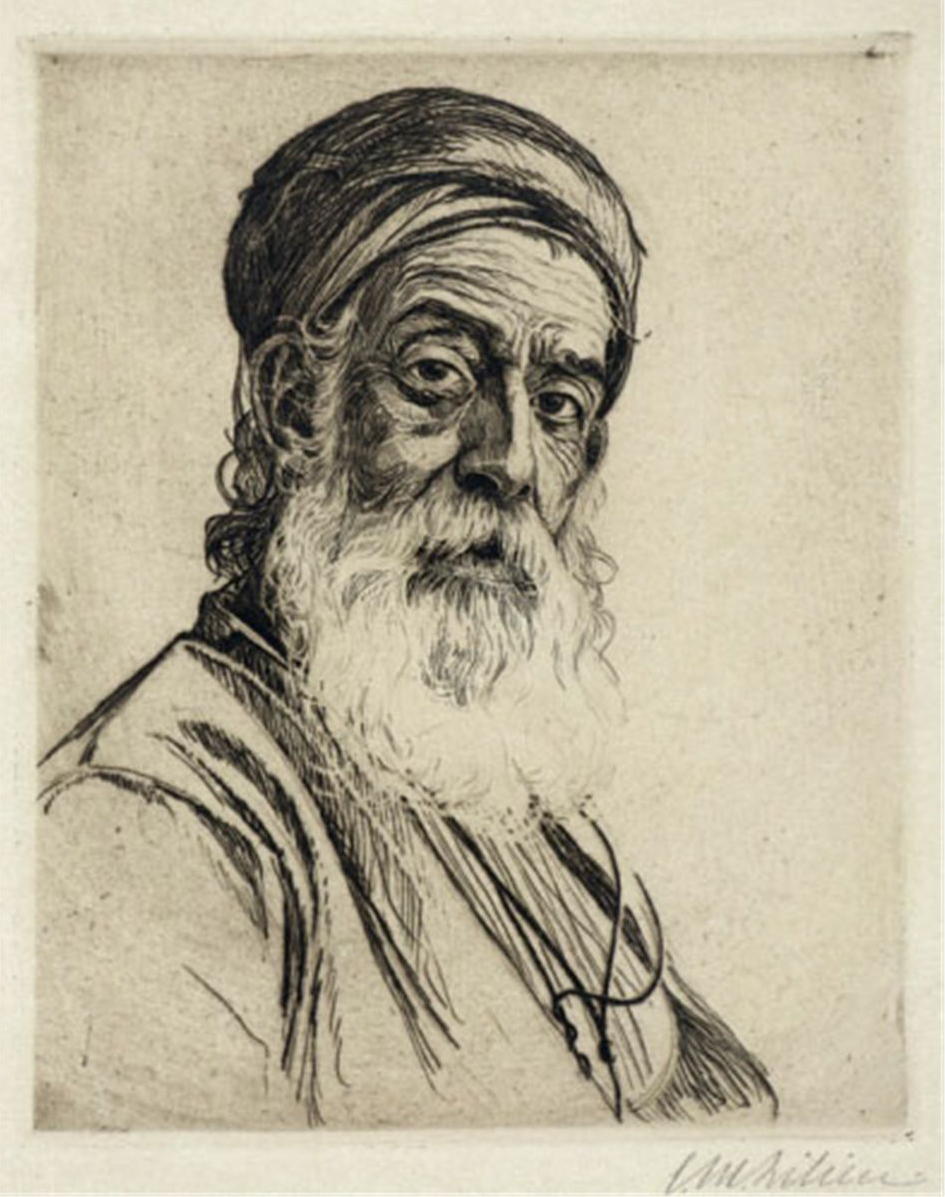
Самаритянин, гравюра, 1920